# Каракуй
Каракуй (рум. Caracui) — село у Гинчештському районі Молдови. Утворює окрему комуну.

## Населення
За даними перепису населення 2004 року у селі проживала 2581 особа.
Національний склад населення села:
| Національність       | Кількість осіб | Відсоток     |
| -------------------- | -------------- | ------------ |
| молдавани румуни     | 2553 1         | 98,9% < 0,1% |
| українці             | 14             | 0,5%         |
| росіяни              | 11             | 0,4%         |
| гагаузи              | 1              | < 0,1%       |
| інша / без відповіді | 1              | < 0,1%       |
| Всього               | 2581           | 100%         |